# Zinn(II,IV)-oxid
Zinn(II,IV)-oxid (auch Zinnsesquioxid) ist eine metastabile Verbindung bestehend aus Zinn und Sauerstoff. Es besitzt die Summenformel Sn2O3.

## Eigenschaften
Zinnsesquioxid ist ein metastabiler weiß-gelber Feststoff. Unterhalb von ca. 450 °C disproportioniert Sn2O3. Die Zersetzung verläuft zu metallischem Zinn und Zinn(IV)-oxid hinreichend langsam.
{\displaystyle \mathrm {2\ Sn_{2}O_{3}{\xrightarrow {\Delta T}}\ Sn+3\ SnO_{2}} }

## Herstellung
Das einzig bekannte Herstellungsverfahren ist die Disproportionierung bei niedrigen Temperaturen von speziell hergestelltem Zinn(II)-oxid (SnO) zu Zinn, Zinn(IV)-oxid (SnO2) und Zinnsesquioxid.
{\displaystyle \mathrm {5\ SnO\longrightarrow 2\ Sn+\ Sn_{2}O_{3}+\ SnO_{2}} }
Das metallische Zinn kann danach durch chemische Reaktion abgetrennt werden, so dass eine Mischung aus Sn2O3 und SnO2 übrig bleibt.
Nanokristalle der Verbindung können auch durch Erhitzung einer Lösung von Natriumhydroxid und Zinn(II)-chlorid gewonnen werden.